# Майк Ганке
Майк Ганке (нім. Mike Hanke, нар. 5 листопада 1983, Гамм) — німецький футболіст, що грав на позиції нападника, у тому числі за національну збірну Німеччини.

## Клубна кар'єра
У дорослому футболі дебютував 2001 року виступами за команду клубу «Шальке 04», в якій провів чотири сезони, взявши участь у 57 матчах чемпіонату.
Своєю грою за цю команду привернув увагу представників тренерського штабу клубу «Вольфсбург», до складу якого приєднався 2005 року. Відіграв за «вовків» наступні два сезони своєї ігрової кар'єри. Більшість часу, проведеного у складі «Вольфсбурга», був основним гравцем атакувальної ланки команди.
У 2007 році уклав контракт з клубом «Ганновер 96», у складі якого провів наступні три роки своєї кар'єри гравця. Граючи у складі «Ганновера» також здебільшого виходив на поле в основному складі команди.
Згодом грав за «Боруссію» (Менхенгладбах) та «Фрайбург», після чого протягом частини 2014 року захищав кольори китайського «Гуйчжоу Женьхе», який став останнім клубом у професійній кар'єрі гравця.

## Виступи за збірну
У 2005 році дебютував в офіційних матчах у складі національної збірної Німеччини. Наразі провів у формі головної команди країни 12 матчів, забивши 1 гол.
У складі збірної був учасником розіграшу Кубка Конфедерацій 2005 року у Німеччині, на якому команда здобула бронзові нагороди, чемпіонату світу 2006 року, що також проводився у Німеччині, і з результатами якого «бундестім» також посів третє місце.

## Титули і досягнення
- Володар Кубка Німеччини (1):

«Шальке 04»: 2002
- Володар Кубка Інтертото (2):

«Шальке 04»: 2003, 2004
Збірні
- Бронзовий призер чемпіонату світу: 2006